# Acrocormus eucallus
Acrocormus eucallus är en stekelart som beskrevs av Xiao och Huang 2001. Acrocormus eucallus ingår i släktet Acrocormus och familjen puppglanssteklar. Inga underarter finns listade i Catalogue of Life.